# مزرعه سیف‌الدینی
مزرعه سیف‌الدینی روستایی در شمال غربی بخش علامرودشت در شهرستان لامرد استان فارس است.

## جمعیت
این روستا در دهستان کهنویه و نزدیکی روستای بلبلی قرار دارد و براساس سرشماری مرکز آمار ایران در سال ۱۳۸۵، جمعیت آن ۱۹ نفر (۵ خانوار) بوده‌است.